# バニーガール

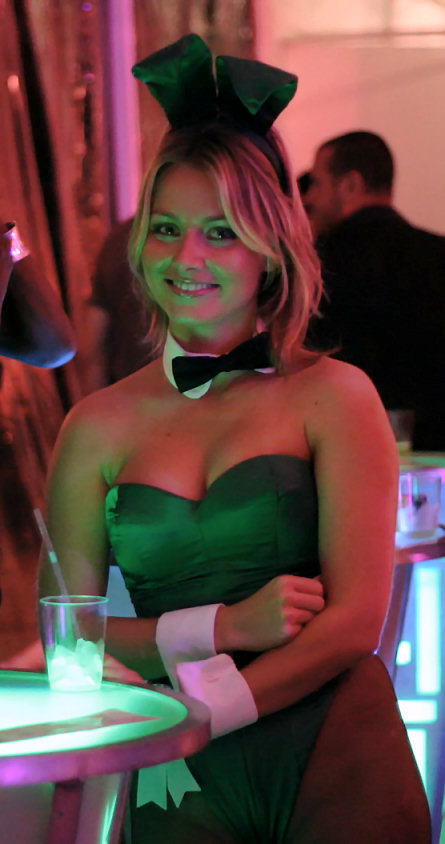
バニーガール

バニーガール（英語: Bunny Girl）とは、ウサギをモチーフにして、ウサギの耳の形のヘアバンドをつけ、ウサギの尻尾をつけた肩出しボディスーツやレオタードなど身体の線が出る衣装を着た女性のこと。主に飲食店の接客係やカジノの女性ディーラー、奇術他、バラエティ番組などの各種ショーのアシスタントが着用する場合が多い。なお、男性の場合は、バニーボーイと呼ぶ。

## バニーガールの歴史

### 起源
英語圏では、バニー（bunny）はウサギを示す幼児語（日本語における「ウサちゃん」に近い）であり、日常会話でウサギを指す場合はラビット（rabbit）を用いる。

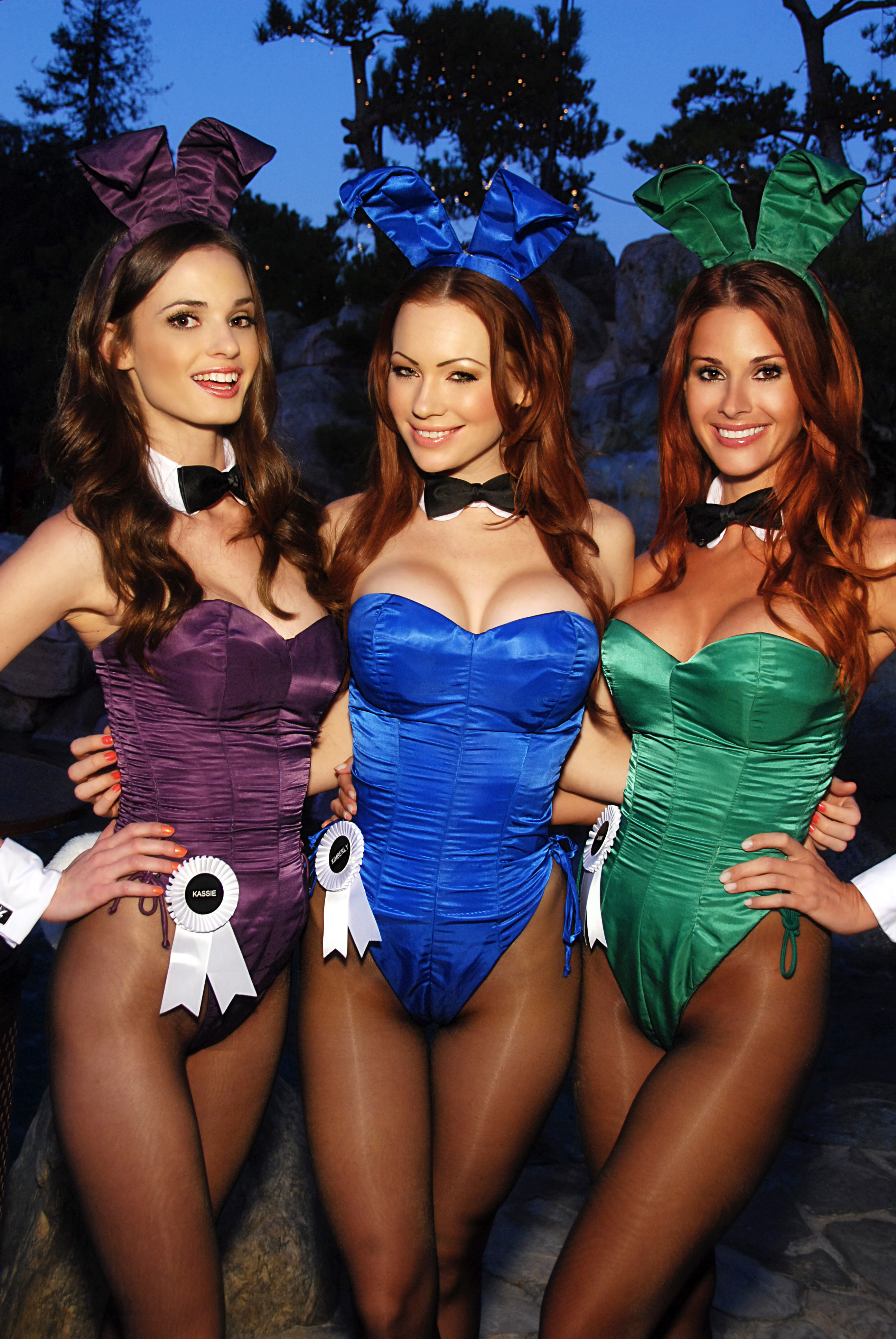
プレイボーイバニー（2011年）。
右前腰にロゼッタ（名札）を付けている。

バニーガールは、アメリカの成人雑誌『PLAYBOY』との連動企画で運営された高級クラブ「プレイボーイクラブ(PLAYBOY CLUB)」のウエイトレス衣装として考案された。正式には「プレイボーイバニー」（en:Playboy Bunny、米国商標番号：0762884）という名で、商標登録されている。PLAYBOYのシンボルマークである、ラビットヘッド（ウサギの頭）を題材にしている。1960年2月29日の夕方、シカゴの「プレイボーイクラブ」で初公表された。
ウサギをモチーフにした理由は、ウサギが1年を通して発情期というイメージの生物であることからの連想で、「自分はいつでも男性を受け入れる準備ができている」という暗喩から。
その当時のバニーガールの衣装には実際のウサギの毛皮を使用した物もあった。
1996年に放送されたテレビ東京『知ってドーするの!?』において、バニーガールは雄ウサギをイメージしたと解説されたが、これはPLAYBOYのマスコットが雄ウサギのためである。
荒俣宏著 『世界大博物図鑑』によれば、「カフスとボウタイが男性の公的な場での衣装を、ウサギの格好とレオタードが女性のプライベートな場での衣装を」指すと言う。なお　荒俣の『エロトポリス』によれば、プレイボーイクラブのウサギは、「男根を切るための鋏」の象徴と言う。

### 反発
「プレイボーイクラブ」のバニーガール達は、女性という性を男性たちの楽しみのために商品化しているとの非難がフェミニストたちの間から起こり、グロリア・スタイネム（Gloria Steinem）が自らバニーガールの募集に応じて潜入。「ウェイトレス業に性病検査はあり得ない」と言う商業倫理を経営者に納得させるまでの楽屋裏の一部始終を『プレイボーイクラブ潜入記』として執筆。
アメリカだけでなく、世界中でセンセーショナルな話題を呼び、その後スタイネムの変名であるマリー＝オクス（青いコスチュームで有名だった）が「プレイボーイに貢献したバニーたち」の一人に数えられている旨を知り、ヒュー・ヘフナー（Hugh Hefner）との間で長く裁判で争われた。

## バニースーツ

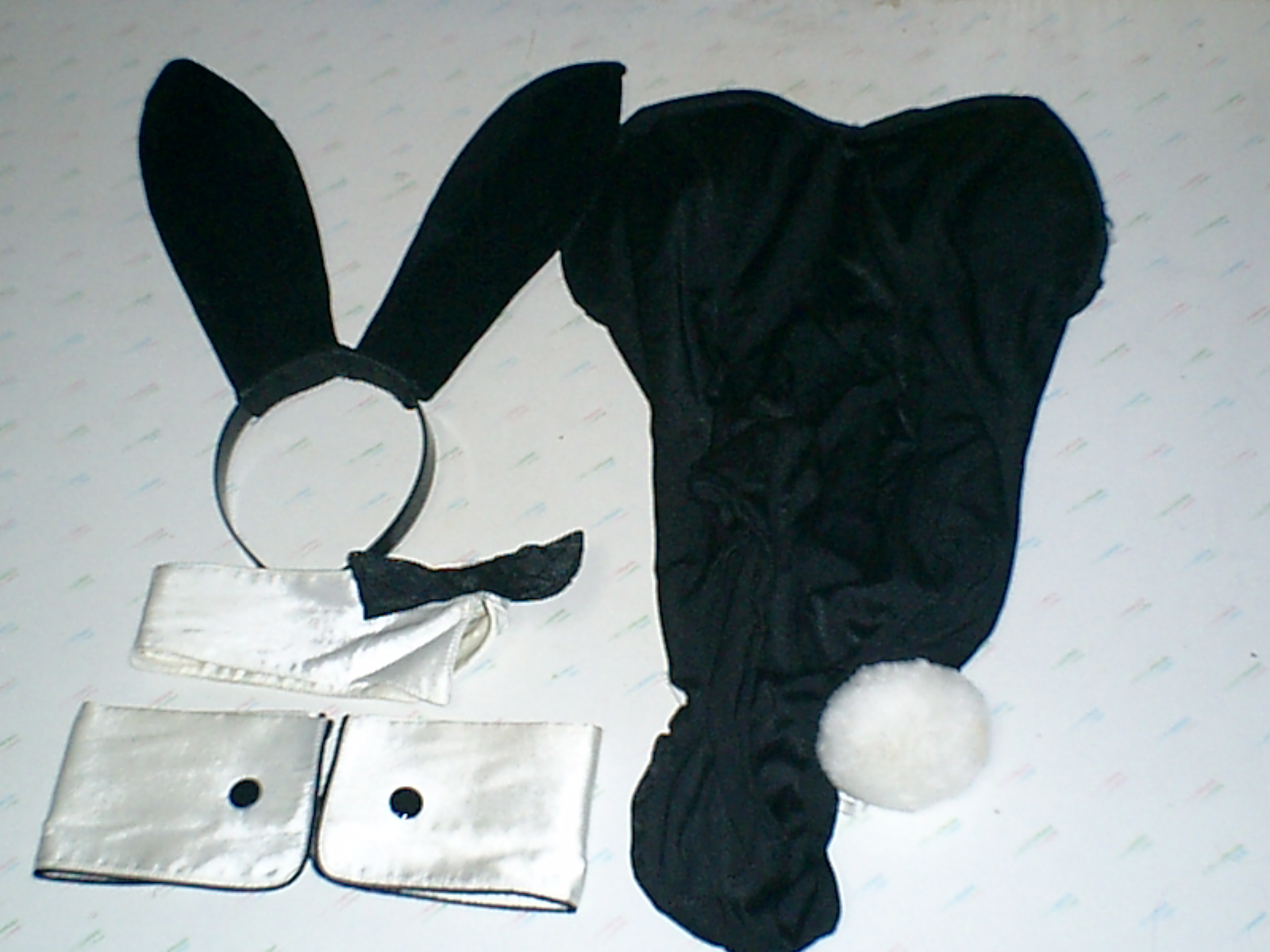
バニーガールが着用する衣装類。
左上からウサギの耳をかたどったヘアバンド、蝶ネクタイ、カフス、右はバニースーツでウサギの尻尾をかたどった飾りを取り付けている。

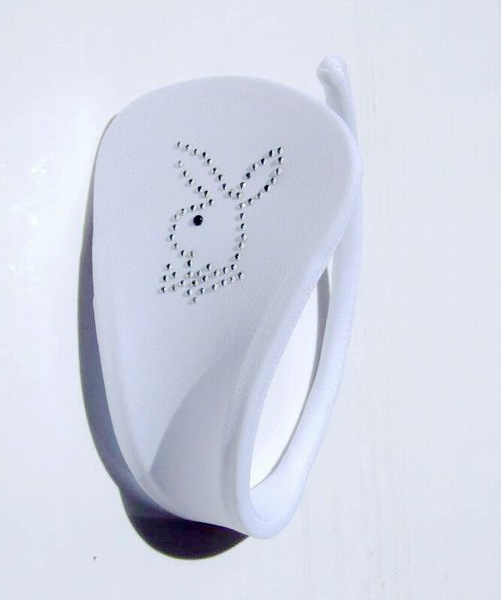
バニーガールが着用する下着の例。
ハイレグであっても股間のみを覆うCストリングであれば鼠蹊部や腰周りからはみだすこともない。

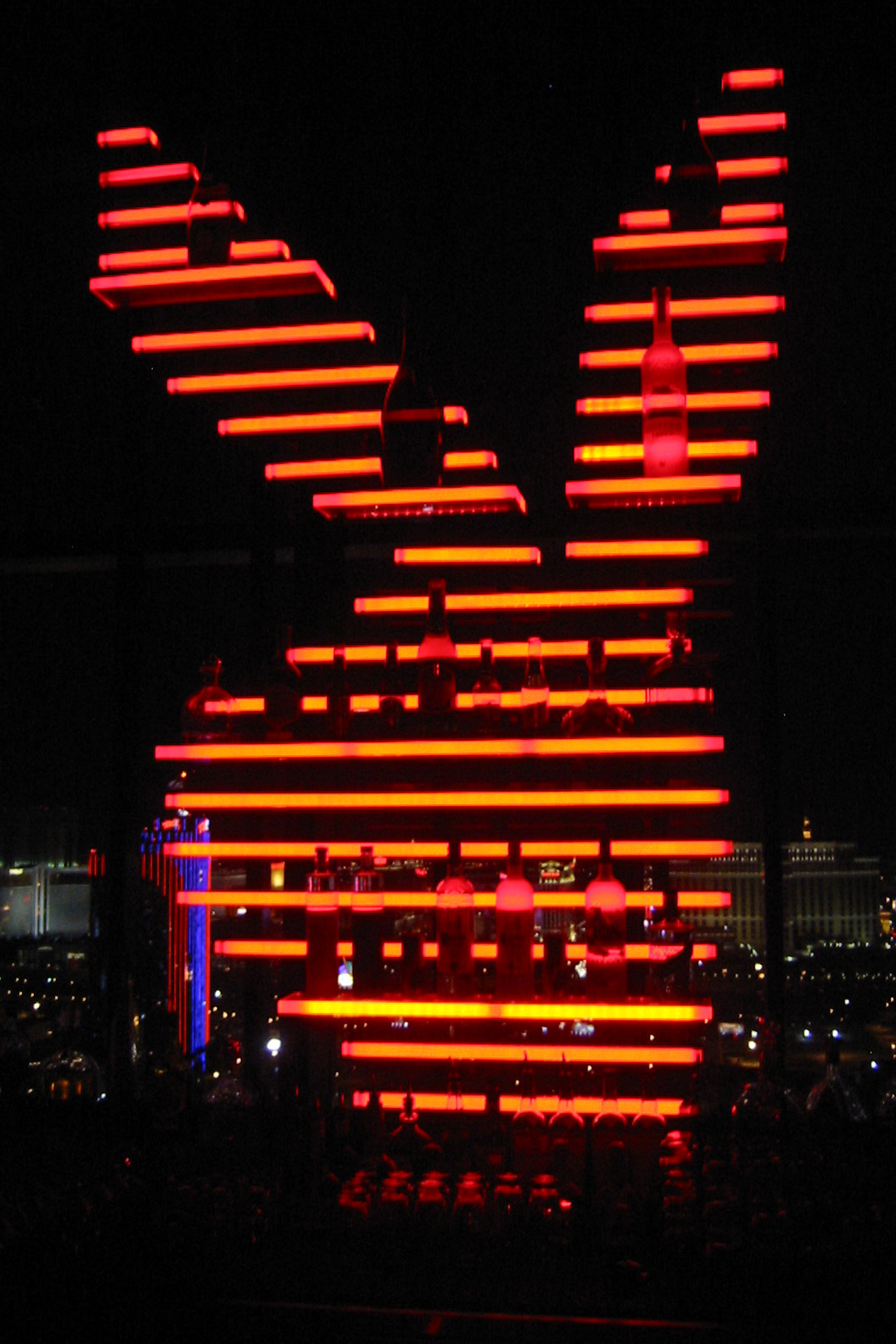
プレイボーイクラブ・バーの風景

バニーガールの衣装はバニースーツ、バニー服、バニーコート、バニーコスチュームなどと呼ばれ、燕尾服やタキシードにウサギの意匠を取り入れたものがデザインの起源だと言われている。なお、バニーガール衣装の上から羽織る燕尾服を指して「バニーコート」と呼ぶこともある。
衣装の組み合わせは、ビスチェのような肩出しのボディスーツ、丸い尻尾の飾り、ウサギの耳をかたどったヘアバンド、蝶ネクタイ付きの付け襟、カフス、ストッキング（正確にはパンスト）または網タイツ（バックシーム付き網タイツなど）、ハイヒールというのが標準的であり、バニースーツの上に、燕尾服かタキシード風の上着を羽織ることもある。
日本では衣裳本体、蝶ネクタイ、ヘアバンド、ハイヒールは同じ色にコーディネイトすることが多いが、外国では蝶ネクタイだけはフォーマルな黒のみが長らく定番だった。
衣装の本体部分（バニースーツ）は形状こそスポーツ用のレオタードや水着に似ており、大抵はハイレグになっているが、大きな違いとしては上半身はコルセットに似た機能があり、ワイヤーやボーンで体や胸をサポートして体型をよく見せる働きがある。加えて8枚から12枚接ぎの型紙で構成されるバニースーツは制作難易度が高く、このため価格はレオタードに比べ高価な物となっている。背にはファスナーがあり、他に両腰部分に本来は編み上げのアジャスターとして機能する飾り紐、リボン等が付属する。
バニースーツはワイヤー・ボーンのサポート効果のお陰で身体に密着するため肩紐が無いのが基本だが本格的なバニースーツ以外の安価なコスプレ用は単なるレオタードを流用している場合があり、サポート効果が得られないために目立ちにくい透明な肩紐で吊っている場合が多く、本来なら保持される胸当てもめくれたりすることがある。尻尾の飾りも本格的な物はスナップボタンによる脱着式だがコスプレ用は単にピン留めされているか直接縫い付けられている場合が多く、コスプレ用では飾り紐は大抵省略される。股布に関しても本格的なものは着用の手間やトイレに対応するためにバニースーツと同色のスナップボタンが備わっているがコスプレ用ではそれも大抵省略される。
なお、近年コスプレ用として製造・販売されているものには、ハイレグの露出を控えめにする代わりとして、メイド喫茶などにみられるミニスカートタイプや、上半身をタキシード風、また着ぐるみのようなモコモコにしたものなどが使われている場合もある。
本家プレイボーイバニーからの伝統で、腰前にピン留めされる花輪型の名札（ロゼッタ rosetta）が飲食店やカジノで用いられる事もある。
衣装の素材としては、サテンのポリエステル、ナイロンといった肌に密着しやすいストレッチ素材が多いが、合成皮革（フェイク・レザー）やPVCを使う場合もある。
下着はバニースーツからはみ出さぬように、ショーツはタイトなTバックやそもそも股間のみを覆う形状のCストリング、ブラは紐なしのヌーブラ等を用いることが多い。ブラの代わりに胸カップが備え付けられている場合もある。
また、バニースーツはウサギだけではなく、ネコを模したキャットガールタイプ（耳がいわゆるネコミミで通常のウサギ耳に比べて短いほか、尻尾が長いなど）も製作されている。

### 小物
接客業では、オーダーを取るためのボールペンや顧客サービス用のライターを所持している。POSシステムのハンディターミナルを所持している場合もある。
ペンはカフスに挟んだり、飾り紐に引っかけて下げる方法もあるが、中にはペンやライターを胸元の谷間に差してセクシーさを強調するスタイルもある。

## 日本での普及

### 日本の飲食店でのバニーガール
1966年に、バニーガールの接客を取り入れたナイトクラブ「ゴールデン月世界」が赤坂に開店した（同店はコパカバーナ、ニューラテンクォーターに次ぐ高級クラブ）。
アメリカのプレイボーイクラブが日本に進出したのは1976年だが、それよりも10年以上前の1960年代には、Zenやエスカイヤクラブなどのバニーガールがホステスあるいはウェイトレスを務める飲食店が、日本に初登場している。プレイボーイクラブは後に日本から撤退したが、Zenやエスカイヤクラブは今でも存続している。その後、LOFT101が石川県金沢市に第1号店を開店させ、現在ではエスカイヤクラブに次ぐ12店舗にまで成長している。1980年代には合法・違法を問わず、カジノが全国の繁華街に林立し始め、そこでもバニーガールが大活躍する。
2000年代に入ると、風営法の適用を受けずに深夜営業できるガールズバー形態の店が普及し始める。ガールズバーの元祖が大阪でバニーガールの衣装を着た店であったことから、その後に開店するガールズバーでも制服にバニーガールの衣装を採用する店が多くなった。

### マスメディアでのバニーガール
かつてはバニーガールがテレビのバラエティ番組のアシスタントを務めることが多く見られた。深夜番組『11PM』には、当時のPTAから「青少年に悪い影響を与える」とクレームが付いたと言われている。他に、『欽ちゃんの仮装大賞』で、合格者の首にメダルをかけるアシスタントの女性がバニーガールの衣装を着用していた。番組自体は現在でも継続しているが、アシスタントの女性が着る衣装は、1999年から着ぐるみのようなバニーの衣装に変わった。これもPTAなどからテレビ局へクレームがあったと言われている。2021年の第98回放送から、新型コロナウイルス感染症の流行を機に、続く第99回放送でも、完全にバニーの衣装からスーツ姿へと移行した。
他にも、『スーパージョッキー』のJ-KISS（杉本夕子、生田依子、麻井美緒、後にJガールに改名）、その後任の2代目JガールとなったGALS（池沢郁絵、増田恭子）、藤谷ひとみ、『くりぃむしちゅーのたりらリラ〜ン』の藤原美栄、『テレつく!』の松永瑠里などグラビアアイドルをバニーガールに起用する場合ある。フジテレビで同期の女子アナウンサーだった有賀さつき、河野景子、八木亜希子の3人は、初仕事だったフジサンケイグループのゴルフ大会で、プレゼンターを「バニーガールの格好でやってくれ」と上司から要請を受けたことを明かしている。
- 『あなたの人生お運びします!』（2003年）の藤原紀香
- 『おかみさんドスコイ!!』（2002年）の宮村優子
- 『億万長者と結婚する方法』（2000年）の藤原紀香、とよた真帆、宝生舞
- 『オレたちひょうきん族』（1982年 - 1989年）のドラマコント「タケちゃんマン」の明石家さんまが扮した「おまち娘」
- 『Wパパにオマケの子?!』（1987年 - 1988年）の羽田圭子、馬場恭子ら
- 『あぶない刑事』（1986年 - 1987年）の浅野温子
- 『セーラー服反逆同盟』（1986年 - 1987年）の森口博子、山本理沙ら
- 『女は男をどう変える』（1986年）の鳥居かほり
- 『ザ・ハングマン』シリーズの夏樹陽子
  - 『ザ・ハングマン』（1981年）
  - 『ザ・ハングマンII』（1982年）
- 『水中花』（1979年）の松坂慶子
- 『マノン』（1981年）の烏丸せつこ
- 『胸キュン探偵団』（1983年）の杉かおり
- 『ロングバケーション』（1997年）の山口智子
- 『私をスキーに連れてって』（1987年）の高橋ひとみ
- 『毎度おジャマしまぁす』（1995年）の秋本祐希、建みさと

アメリカでバニーガールが出演するドラマ『ザ・プレイボーイクラブ』(en:The Playboy Club)が2011年に放送打ち切りになったことがあるが、2000年代に入ると日本でも深夜番組以外でバニーガールを目にする機会が少なくなった。

### 創作作品での登場例
職業的なバニーガールが登場することの多いアダルト作品以外では、悪の女幹部がまとうコスチュームや、SF・ファンタジー的な設定の他は、バニースーツは常に着用されるのではなく、学園祭のコスプレ等で使われるカメオ出演が多い。

#### フィギュア
他に創作物としては、アニメ・漫画などのキャラクターを立体化したフィギュアやガレージキットもある。
特に2000年代に入ってから、劇中で一度もバニーガールになったことがないキャラクター（『蒼き鋼のアルペジオ』のタカオなど）を、敢えてバニースーツ姿で立体化する作品が増えている。商業化された商品ではグッドスマイルカンパニーの『B-style』等が有名である。

#### コスプレ
「コスプレ」とは本来、アニメや漫画、ゲーム等の2次元の世界に登場するキャラクターに扮する（仮装する）活動を指したが、同人誌即売会のコミックマーケットに併設される「コスプレ広場」などのコスプレイベントが盛況になるに連れ、他の衣装の着用を趣味とする人たちもそこに便乗して参加するようになった。
例えばウエイトレスやナース（看護師）、キャビンアテンダント（CA）、警察官、軍服などの衣装は、本来その職業に就かなければ着用できないものである。1980年頃から、それらの職業に就いていない人が、それらの職業に憧れたり、衣装そのものに魅力を感じて、趣味としてそれらの衣装を着用する人が出始めた。バニーガールの衣装も本来は職業用のユニフォームであるので、その範疇に含まれる。

#### 逆バニー
2020年頃より着衣部分を逆転させた逆バニーが日本のアダルト系界隈でフィーチャーされた。本来露出している肩や腕や足をアームカバーやタイツでカバーし、襟や蝶ネクタイはあるものの、胸から股間部分は露出したコスチュームである（作品、または三次元のコスプレにおいてはニップレスやローライズビキニを合わせる）。起源は諸説あるものの日本の漫画作品とされており、2020年初頭から同人漫画、イラストでブームとなった。発祥時期としては、少なくとも1990年代後半にはすでに存在していたと思われ、その時期に発行されたアダルトコミックの中で(それが初出かまでは不明なものの)通常のバニースーツと共に描かれているのを確認することができる。2021年以降アダルトビデオでは通常のバニーを抑え、新たなバニースタイルのスタンダードとなっている。

### 日本における代表的なバニーガール衣装を製造するメーカー
- アトリエダーム
- Jバニーブランド（バニーガール向上委員会プロデュースのオリジナルブランド。元々初代委員長を務めたグラビアモデル・鈴々木保香が監修・プロデュースしたため「Yasuka Suzuki」ブランドとして販売されていた。
- TOKYOバニーガール
- be with

- tika
- クリアストーン

### バニーガール撮影会
2000年頃はレースクイーンの人気が高く、レースクイーン撮影会が多くの撮影会会社の主催により開催されていた。2001年にレースクイーンの鈴々木保香が立ち上げたバニーガール向上委員会では、バニーガール撮影会を開催するようになった。長い間バニーガール撮影会はバニーガール向上委員会の独壇場であったが、2015年頃に「バニーガール横丁」がバニーガール衣装メーカーのアトリエダームとタイアップする形でバニーガール撮影会を開催するようになった。それ以降も複数の撮影会会社がアトリエダームとタイアップするバニーガール撮影会を開催している。